# Nikotin dehidrogenaza
Nikotin dehidrogenaza (EC 1.5.99.4, nikotinska oksidaza, D-nikotinska oksidaza, nikotin:(akceptor) 6-oksidoreduktaza (hidroksilacija), L-nikotinska oksidaza) je enzim sa sistematskim imenom nikotin:akceptor 6-oksidoreduktaza (hidroksilacija). Ovaj enzim katalizuje sledeću hemijsku reakciju
()-nikotin + akceptor + H2O {\displaystyle \rightleftharpoons } (S)-6-hidroksinikotin + redukovani akceptor
Ovaj enzim je metaloprotein (FMN). On može da deljuje na prirodni (S)-enantiomer i na sintetički (R)-enantiomer nikotina.

## Literatura
- Nicholas C. Price; Lewis Stevens (1999). Fundamentals of Enzymology: The Cell and Molecular Biology of Catalytic Proteins (Third изд.). USA: Oxford University Press. ISBN 019850229X.
- Eric J. Toone (2006). Advances in Enzymology and Related Areas of Molecular Biology, Protein Evolution (Volume 75 изд.). Wiley-Interscience. ISBN 0471205036.
- Branden C; Tooze J. Introduction to Protein Structure. New York, NY: Garland Publishing. ISBN 0-8153-2305-0.
- Irwin H. Segel. Enzyme Kinetics: Behavior and Analysis of Rapid Equilibrium and Steady-State Enzyme Systems (Book 44 изд.). Wiley Classics Library. ISBN 0471303097.
- William P. Jencks (1987). Catalysis in Chemistry and Enzymology. Dover Publications. ISBN 0486654605.

## Spoljašnje veze
- Nicotine+dehydrogenase на 